# Górki (powiat sandomierski)
Górki – wieś w Polsce położona w województwie świętokrzyskim, w powiecie sandomierskim, w gminie Klimontów.

## Pochodzenie nazwy
Górki pierwotnie nosiły nazwę Klimontów. Po założeniu miasta Klimontów na pobliskich gruntach wsi Ramuntowice przez Jana Zbigniewa Ossolińskiego od 1604 roku nazywane były Starym Klimontowem. Nazwa Górki pojawiła się w XVIII wieku. Nazwa Górki pochodzi najprawdopodobniej od wzgórz górujących nad doliną Koprzywianki.

## Historia
Założycielem Górek (Klimontowa) był w XIII wieku Klemens z Ruszczy, kasztelan krakowski, doradca Bolesława Wstydliwego. W XV w. Górki (Klimontów) nabyli Ossolińscy herbu Topór, mających swą siedzibę w Ossolinie. Pierwszym właścicielem z tego rodu był dworzanin Władysława Jagiełły, Jan zwany Ossolińskim od siedziby rodowej w Ossolinie zmarły w 1436.
Po Ossolińskich wieś w 1650 roku przeszła w ręce Samuela Kalinowskiego herbu Kalinowa, a następnie Morsztynów i księcia Janusza Aleksandra Sanguszki herbu Pogoń Litewska. Od 1760 r. była posiadaniu rodu Ledóchowskich herbu Szaława.
Za Królestwa Polskiego istniała gmina Górki.
W 1827 roku wieś liczyła 15 domów i 213 mieszkańców.
W XIX i XX wieku we wsi znajdowała się siedziba administracji dóbr klimontowskich. W skład dóbr klimontowskich wchodziły cztery wsie: Górki Klimontowskie, Julianów, Nawodzice, Smerdyna oraz pięć folwarków: Szymanowice, Podgórze, Żyznów, Rybnica, Nowa Wieś. Łączny obszar dóbr wynosił 5893 mórg. W tym: 2103 morgi gruntów ornych, 278 mórg łąk, 406 mór pastwisk, 48 mórg stawów hodowlanych, 2925 mórg lasów oraz 133 morgi nieużytków i placów. W skład majątku wchodził również browar, olejarnia, pięć młynów wodnych (m.in. w Górkach i Rybnicy), młyn do mielenia gipsu, piec wapienny, cegielnia. Na terenie dóbr eksploatowano też pokłady kamienia budowlanego, wapienia i gipsu.
W 1861 roku hrabina Karolina Ledóchowska zniosła w dobrach klimontowskich pańszczyznę. Na pamiątkę tego kazała odlać o wysokości ok. 15 cm dla dawnych poddanych z napisem „Boże, wspieraj nas, w Tobie nadzieja nasza” z jednej strony, a z drugiej „pamiątka zniesienia pańszyzny w 1861 r., dobra Klimontowskie”.
W 1881 dobra klimontowskie z rąk Ledóchowskich zakupił Karski, właściciel majątku Włostów.
W tym roku Górki liczyły 20 domów i 215 mieszkańców. Do dworu należało 519 mórg, a do włościan 164 morgi. We wsi również znajdował się młyn wodny.
Włodzimierz Karski rozbudował w 1896 roku pałac Ledóchowskich w stylu renesansowym z dwiema wieżami i obszernym tarasem. W parku w stylu angielskim, zbudował oranżerię.
Ostatnim właścicielem dóbr do 1944 roku był Andrzej Karski.
W latach 1975–1998 miejscowość należała administracyjnie do województwa tarnobrzeskiego.

## Turystyka
Przez wieś przebiega  czerwony szlak turystyczny z Gołoszyc do Piotrowic.

## Zabytki
- Zespół pałacowy, wpisany do rejestru zabytków nieruchomych (nr rej.: A.674 z 19.12.1957, z 8.02.1978 i z 22.05.1984)[7]:
  - pałac Ledóchowskich – z początku XIX wieku przebudowany w 1896 roku przez Władysława Marconiego dla nowych właścicieli – Karskich,
  - park pałacowy w angielskim stylu z XIX wieku.

## Ludzie związani z Górkami
- Klemens z Ruszczy (zm. 1256) – rycerz polski z rodu Świebodziców, wojewoda krakowski i bliski współpracownik księcia Bolesława Wstydliwego. Założyciel Górek (Klimontowa).
- Jan Zbigniew Ossoliński (1555–1623) – sekretarz króla Stefana Batorego, wojewoda podlaski, wojewoda sandomierski, poseł, marszałek sejmu, senator. Zbudował pierwszy pałac w Górkach, w którym mieszkał pod koniec życia.
- Jerzy Ossoliński (1595–1650) – dyplomata, podstoli wielki koronny, marszałek sejmu, starosta bydgoski, podskarbi nadworny koronny, wojewoda sandomierski, podkanclerzy koronny, kanclerz wielki koronny.
- Mieczysław Ledóchowski (1822–1902) – kardynał, metropolita poznańsko-gnieźnieński i prymas Polski.
- Stanisław Szwarc-Bronikowski (1917–2010) – polski publicysta, podróżnik i filmowiec.